# Maureen Okpoko
Maureen Okpoko es una actriz nigeriana. En 2016, fue nominada como mejor actriz de reparto en los premios de la Academia del Cine Africano.

## Carrera
En 2013, protagonizó Golden Egg junto con aJustus Esiri. En una entrevista de 2015, reveló que Duplex fue el papel más desafiante que ha desempeñado. Hablando sobre lo que no puede hacer como actriz, dijo que no actuaría desnuda. También ha participado en diversas series de televisión nigerianas, incluidas Dear Mother, Clinic Matters, Neta, University Mafias, Sorrowful Child, Sacrifice the Baby, Red Scorpion y Baby Oku. En 2015, actuó junto a Majid Michel y Beverly Naya en The Madman I Love.
Formó parte del elenco de Good Home (2016) de Uche Jombo, en la que también participaron Okey Uzoeshi y Seun Akindele. La trama de la película abordaba la trata de personas desde la perspectiva nigeriana.

## Vida personal
Okpoko es un nativa del estado de Anambra. Es de ascendencia nigeriana y jamaicana. Está casada y tiene tres hijos.